# Phryneta ellioti
Phryneta ellioti är en skalbaggsart som beskrevs av Charles Joseph Gahan 1909. Phryneta ellioti ingår i släktet Phryneta och familjen långhorningar. Inga underarter finns listade i Catalogue of Life.